# Sea Wind
Die Sea Wind ist eine 1972 in Dienst gestellte Eisenbahnfähre. Sie wurde ursprünglich als RoRo-Frachter Svealand gebaut und 1989 umgerüstet. Das Schiff war auf der Strecke von Muuga nach Vuosaari im Einsatz.

## Geschichte

### Svealand

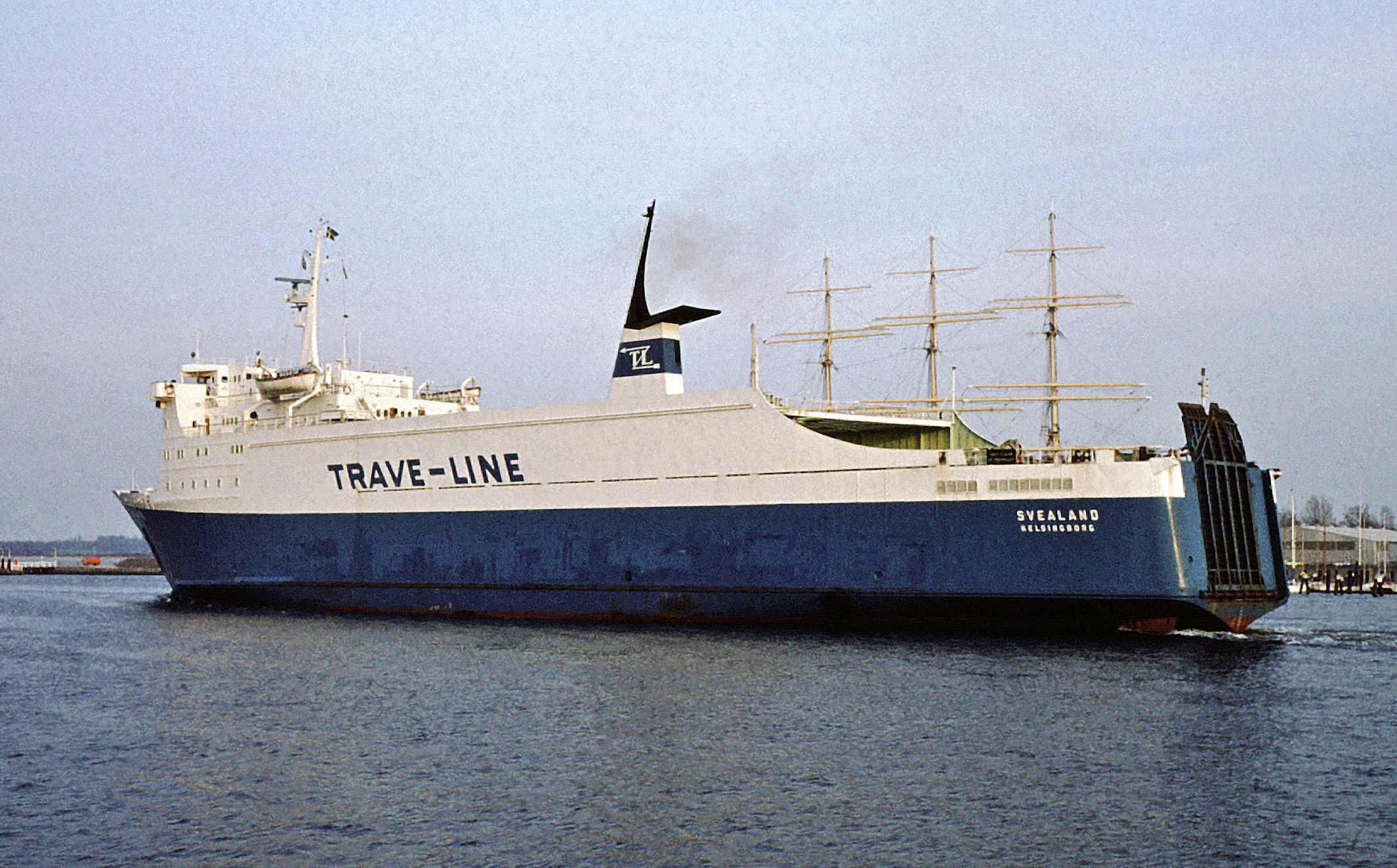
Svealand 1982 im Originalzustand vor den extensiven Umbauten

Die Svealand wurde am 21. Oktober 1969 von der Stockholms Rederi AB Svea bestellt und lief am 17. November 1971 unter der Baunummer 397 in der Helsingør Skibsværft in Helsingør vom Stapel. Die Ablieferung an den zwischenzeitlich neuen Eigner Trave Lines folgte am 11. März 1972, die Indienststellung zwischen Helsingborg und Travemünde sechs Tage später.
Ab Oktober 1976 war das Schiff für die Saga Linjen und ab Januar 1981 für die TT-Saga Linjen im Einsatz. Ebenfalls 1981 wechselte es auf die Strecke von Trelleborg nach Travemünde. In den folgenden Jahren wechselte die Svealand mehrfach den Besitzer, zudem wurde sie zweimal umgebaut: Im April und Mai 1984 bei der Howaldtswerke-Deutsche Werft in Kiel sowie für eine Verlängerung von Juli bis September 1984 bei Fosen Yards in Rissa.

### Saga Wind
Unter dem neuen Namen Saga Wind nahm das Schiff im September 1984 – mittlerweile im Besitz der Scandinavian Ferry Line – wieder den Dienst zwischen Trelleborg und Travemünde auf. 1986 ging es abermals in den Besitz der TT-Line über, die es bereits 1981 gemeinsam mit der Saga Linjen bereedert hatten.
Am 29. Januar 1989 traf die Saga Wind in der Werft von Blohm & Voss in Hamburg ein, um zu einer Eisenbahnfähre umgebaut zu werden. Das äußere Erscheinungsbild änderte sich hierdurch stark. Zudem erhielt das Schiff zusätzliche Passagierabteile und konnte nun bis zu 220 Personen befördern.

### Sea Wind
In Charter der SeaWind Line und mit dem neuen Namen Sea Wind nahm das Schiff am 21. April 1989 den Dienst zwischen Stockholm und Åbo auf. Im Januar 1993 wurde es von der SeaWind Line gekauft.
Am 5. März 1997 lief die Sea Wind auf einer Fahrt von Åbo nach Stockholm auf Grund. Die Passagiere wurden von dem kleinen Fahrgastschiff Solöga übernommen. Nachdem das Schiff am folgenden Tag freigeschleppt werden konnte, traf es am 7. März zur Reparatur in Åbo ein. Im April 1997 konnte es wieder den Dienst aufnehmen.
In den folgenden Jahren wechselte die Sea Wind mehrfach die Dienststrecke. Seit 2009 gehörte das Schiff der estnischen Reederei Tallink. Nachdem es seit Indienststellung unter schwedischer Flagge fuhr, wurde es 2015 nach Estland umgeflaggt. Heimathafen der Sea Wind war Tallinn.
Im April 2022 verkaufte Tallink die Sea Wind der Rudniki Shipping GmbH. Die Verkaufssumme wurde nicht bekannt gemacht.